# 隠岐どうぜん農業協同組合
隠岐どうぜん農業協同組合（おきどうぜんのうぎょうきょうどうくみあい）は、島根県隠岐郡西ノ島町に本所を置いていた日本の農業協同組合。隠岐諸島の島前（どうぜん）3町村（西ノ島町・海士町・知夫村）を事業範囲とする。通称・JA隠岐どうぜん。
ATMでは、JAバンクのカードは稼働時間内の終日において、また三菱東京UFJ銀行（現・三菱UFJ銀行）のカードは平日のみにおいて、それぞれ自行扱いとなっていた。
2015年3月1日を以て、島根県の他の農業協同組合と合併して島根県農業協同組合（JAしまね）の隠岐どうぜん地区本部となった。

## 店舗
- 本所（西ノ島町）
- 浦郷支所（西ノ島町）
- 知夫支所（知夫村）
- 海士支所（海士町）

### 出張所
- 美田出張所（西ノ島町）
- 菱浦出張所（海士町）
- 崎出張所（海士町）